# Hopfelde
Hopfelde ist ein Stadtteil von Hessisch Lichtenau im nordhessischen Werra-Meißner-Kreis.

## Geschichte
Hopfelde ist erstmals in Rechnungen des Amtes Reichenbach aus dem Jahre 1383 als Hubfelde nachgewiesen.
Im Jahr 1409 wurden die Herren von Hundelshausen durch Landgraf Hermann II. und 1516 durch Landgraf Ludwig II. mit Gütern zu Hopfelde belehnt. 1562 übergab Hermann von Hundelshausen dem Landgrafen Philipp seine Güter zu Hopfelde. 1569 belehnte Landgraf Wilhelm IV. Johann von Ratzenberg mit Hufen zu Hopfelde, desgleichen im Jahre 1581 die Herren Kanne von Lügde. 1575/85 waren etliche Huben zu Hopfelde hessisches Lehen der Kanne. 1593 belehnte Landgraf Moritz die von Meisenburg mit Gütern zu Hopfelde.
Im Jahr 1579 zählte das Dorf 18 Mann und Feuerstätten, 1639 sechs und 1650 nur noch vier (Auswirkung des Dreißigjährigen Krieges). 1679 waren wieder 17 Feuerstätten vorhanden. Die Einwohnerzahl stieg 1750 auf 80. Nach der Volkszählung 1970 waren es 334, und heute sind es 326 Einwohner.
Hopfelde war früher vorwiegend ein Bauerndorf mit Tagelöhnern. Der Ackerbau war schwer, so dass überwiegend Weidewirtschaft und Viehzucht betrieben wurden. Daneben war der Flachsanbau von Bedeutung. Der Flachs wurde durch Leineweber – das waren die Bauern – (1724 44 Leineweber) im Dorf selbst verarbeitet. Hopfelder Leinen war bekannt in Niedersachsen und im Ringgau.
Später fanden die Einwohner in Lichtenau in der Schwerweberei Frölich und Wolff (1907) und in der 1912 eröffneten Braunkohlezeche Glimmerode Arbeit, die jedoch in den Jahren 1966/1968 die Förderung einstellte. In dieser Zeit siedelte sich eine große Spanplattenfabrik vor den Toren des Dorfes an. Diese stellte ihren Betrieb allerdings Mitte der 1980er Jahre wieder ein.
Zum 1. Januar 1974 wurde im Zuge der Gebietsreform in Hessen die bis dahin zum Landkreis Witzenhausen gehörende Gemeinde kraft Landesgesetz in die Stadt Hessisch Lichtenau im neu gebildeten Werra-Meißner-Kreis eingegliedert. Für die eingegliederten neun Stadtteile sowie die Kernstadt wurde jeweils ein Ortsbezirk mit Ortsbeirat und Ortsvorsteher eingerichtet.
Die Gemarkungsfläche umfasst 525 ha. Als Nutzfläche sind 40 ha durch den Braunkohlentagebau und 200 ha durch die Blücher-Kaserne (Hessisch Lichtenau) nicht mehr zu bewirtschaften. Die strukturelle Wandlung brachte es mit sich, dass neue Baugelände erschlossen werden mussten. Das Neubaugebiet „Blaues Wunder“ entstand, in dem sich die im Jahr 1975 eingeweihte Mehrzweckhalle, eine Stätte kultureller, sportlicher und geselliger Veranstaltungen, befindet.

## Bevölkerung
Einwohnerstruktur 2011
Nach den Erhebungen des Zensus 2011 lebten am Stichtag, dem 9. Mai 2011, in Hopfelde 306 Einwohner. Darunter waren 3 (1,0 %) Ausländer.
Nach dem Lebensalter waren 18 Einwohner unter 18 Jahren, 139 zwischen 18 und 49, 66 zwischen 50 und 64 und 66 Einwohner waren älter.
Die Einwohner lebten in 126 Haushalten. Davon waren 27 Singlehaushalte, 39 Paare ohne Kinder und 51 Paare mit Kindern, sowie 6 Alleinerziehende und 3 Wohngemeinschaften. In 30 Haushalten lebten ausschließlich Senioren und in 84 Haushaltungen lebten keine Senioren.
Einwohnerentwicklung
| Quelle: Historisches Ortslexikon |                                                                   |
| • 1539:                          | 39 Männer und Feuerstellen                                        |
| • 1575:                          | 21 Hausgesesse                                                    |
| • 1585:                          | 21 Hausgesesse                                                    |
| • 1650:                          | 4 Hausgesesse                                                     |
| • 1681:                          | 19 Hausgesesse                                                    |
| • 1731:                          | 297 Einwohner                                                     |
| • 1747:                          | 25 Mannschaften mit 32 Feuerstellen                               |
| • 1961:                          | 268 evangelische (= 93,38 %), 13 katholische (= 4,53 %) Einwohner |

| Hopfelde: Einwohnerzahlen von 1776 bis 2011 | Hopfelde: Einwohnerzahlen von 1776 bis 2011 | Hopfelde: Einwohnerzahlen von 1776 bis 2011 | Hopfelde: Einwohnerzahlen von 1776 bis 2011 | Hopfelde: Einwohnerzahlen von 1776 bis 2011 |
| --- | ------------------------------------------- | ------------------------------------------- | ------------------------------------------- | ------------------------------------------- |
| Jahr |                                             |                                             |                                             | Einwohner                                   |
| 1776 | 1776                                        |                                             | 79                                          | 79                                          |
| 1800 | 1800                                        |                                             | ?                                           | ?                                           |
| 1834 | 1834                                        |                                             | 250                                         | 250                                         |
| 1840 | 1840                                        |                                             | 263                                         | 263                                         |
| 1846 | 1846                                        |                                             | 275                                         | 275                                         |
| 1852 | 1852                                        |                                             | 259                                         | 259                                         |
| 1858 | 1858                                        |                                             | 250                                         | 250                                         |
| 1864 | 1864                                        |                                             | 268                                         | 268                                         |
| 1871 | 1871                                        |                                             | 268                                         | 268                                         |
| 1875 | 1875                                        |                                             | 283                                         | 283                                         |
| 1885 | 1885                                        |                                             | 234                                         | 234                                         |
| 1895 | 1895                                        |                                             | 215                                         | 215                                         |
| 1905 | 1905                                        |                                             | 202                                         | 202                                         |
| 1910 | 1910                                        |                                             | 207                                         | 207                                         |
| 1925 | 1925                                        |                                             | 267                                         | 267                                         |
| 1939 | 1939                                        |                                             | 224                                         | 224                                         |
| 1946 | 1946                                        |                                             | 295                                         | 295                                         |
| 1950 | 1950                                        |                                             | 307                                         | 307                                         |
| 1956 | 1956                                        |                                             | 297                                         | 297                                         |
| 1961 | 1961                                        |                                             | 287                                         | 287                                         |
| 1967 | 1967                                        |                                             | 313                                         | 313                                         |
| 1970 | 1970                                        |                                             | 334                                         | 334                                         |
| 1980 | 1980                                        |                                             | ?                                           | ?                                           |
| 1990 | 1990                                        |                                             | ?                                           | ?                                           |
| 2000 | 2000                                        |                                             | ?                                           | ?                                           |
| 2011 | 2011                                        |                                             | 306                                         | 306                                         |
| Datenquelle: Historisches Gemeindeverzeichnis für Hessen: Die Bevölkerung der Gemeinden 1834 bis 1967. Wiesbaden: Hessisches Statistisches Landesamt, 1968. Weitere Quellen: LAGIS; Zensus 2011 |                                             |                                             |                                             |                                             |

Berufsgliederung 1724
- 44 Leinweber, ein Schmied, ein Hirte, ein Tagelöhner[1]

## Politik
Für Hopfelde besteht ein Ortsbezirk (Gebiete der ehemaligen Gemeinde Hopfelde) mit Ortsbeirat und Ortsvorsteher nach der Hessischen Gemeindeordnung.
Der Ortsbeirat besteht aus fünf Mitgliedern. Bei den Kommunalwahlen in Hessen 2021 betrug die Wahlbeteiligung zum Ortsbeirat 61,07 %. Alle Kandidaten gehörten der SPD an. Der Ortsbeirat wählte Udo Eberhardt zum Ortsvorsteher.

## Sehenswürdigkeiten
Der Bau der kleinen sehenswerten Dorfkirche wurde 1510 begonnen, jedoch wurde an ihr fast 82 Jahre gebaut, sodass sie erst im Jahre 1592 eingeweiht werden konnte. Bei der Finanzierung wurden die Hopfelder Bürger intensiv durch die Landgrafen (Philipp I. (Hessen) und Wilhelm IV. (Hessen-Kassel)) unterstützt. Sie gehört seit jeher zum Kirchspiel Reichenbach.